# Pastor Londoño Pasos
Pastor Londoño Pasos (Medellín, 1928-29 de julio de 2020) fue un periodista, narrador y locutor deportivo colombiano. Fue unos de los primeros narradores y periodistas deportivos del país.

## Biografía
Estudió derecho en la Universidad de Antioquia pero nunca ejerció. Desde su juventud se interesó en la narración y el periodismo en radio. En 1950 empezó su trayectoria como lector de noticias en la Voz de Colombia de Bogotá. En 1960 fue narrador en radionovelas y se incursionó en las transmisiones de fútbol y ciclismo. En 1971 se incorporó en Todelar Radio como narrador y periodista deportivo así siguió los cubrimientos de transmisión deportiva de fútbol ciclismo y boxeo con Hernán Peláez, William Vinasco Chamorro y Óscar Restrepo Pérez hasta 1978.
En 1979 se vinculó a la Cadena Súper con Hernán Peláez en las transmisiones de la Selección de Colombia, Copa Libertadores, Fútbol Profesional Colombiano, Copa Intercontiental, Copa Mundial de Fútbol, Eliminatorias a la Copa Mundial de Fútbol, Copa América, Campeonatos nacionales de ciclismo y la Vuelta A Colombia. En la década de los 80 estuvo en el Grupo Radial Colombiano y Caracol Radio. Luego de dejar la locución deportiva, continuó unido a la radio con un programa periodístico en TodelarEl 29 de julio de 2020 falleció en Medellín por complicaciones respiratorias tras padecer neumonía.